# ウッドデッキ

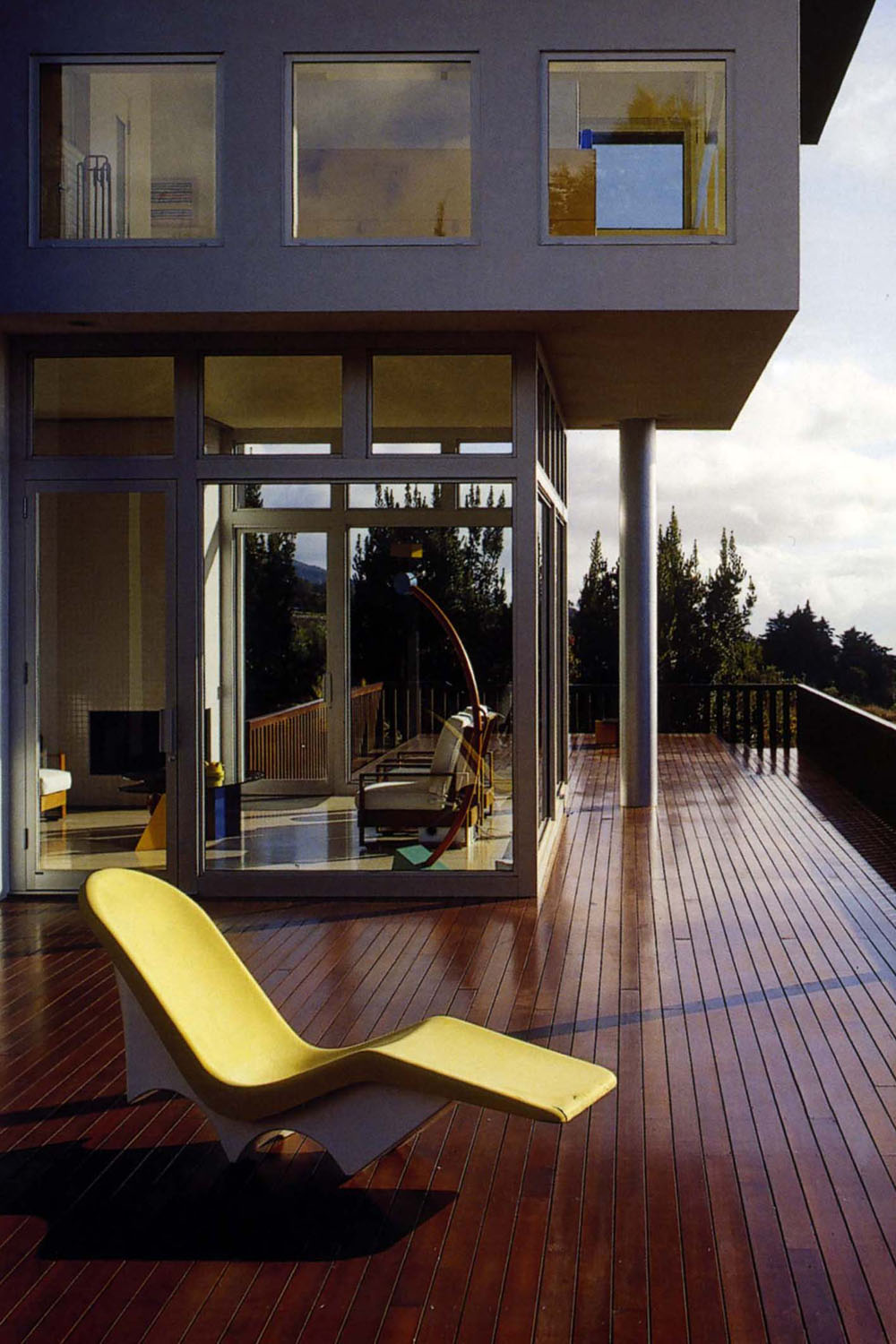
住宅に見られるウッドデッキ

ウッドデッキとは、建物の周囲や庭、港の桟橋などにおいて、居住性や歩行性の向上の目的で、地面より高く設置される木造または木造風の床（建築物）である。
主には、建物の1階前面に設置される木造のデッキ（テラス）。耐久性は、使用する材料の性質や塗料の防腐などの性能、メンテナンスの程度、設置場所の気候に大きく左右される。

## 概要
ウッドデッキの素材には、天然木材（ソフトウッド・ハードウッド）もしくは木材と樹脂を混合した合成木材（WPC、WPRC）が使われる。 ウッドデッキとは、建物の縁側の機能を拡大するために屋外に設置される床である。 近年、ウッドデッキとリビングを一体化させてアウトドアリビングを楽しむことが流行している。ベランダの上にすのこ状のパネルを敷き詰めるウッドパネルとは区別される。
また、地面に近いところに歩道の用途として敷き詰めたものはボードウォークとも呼ばれるが、広場と歩道の区別がつかない場合が多く、総称してウッドデッキと呼ばれる。住宅に使われる場合は建物の掃き出し窓から庭に出入するようにして、エクステリアにおける庭とリビングルームの中間の空間として使われる。他に、公園やショッピングセンターの広場にも使われる。
なお、日本ではほぼ同じ役割のものとして濡れ縁（）が挙げられる。

## 名前の由来
ウッドデッキという言葉は英語の deck（デッキ）に由来する。英語の deck は船の甲板に由来する。そのことから、ウッドデッキの材質は木製もしくはそれに準ずる材質の物（合成木材）で作られた物を指す。

## 材質
ウッドデッキに使われる木材は、設置される環境上、高耐久の木材を使う必要がある。住宅用には加工しやすくDIYにむいているウェスタンレッドシダーが多く使われ、屋外での過酷な環境に晒されるデッキには熱帯雨林産の高耐久性ハードウッドであるイタウバ（クスノキ科Mezilaurus属の M. itauba など; ブラジルのマトグロッソ産）、イタウバフィエラ、ウリンやイペ、セランガンバツ（Shorea spp.）、サイプレスなどが使われることが多い。また、自然公園などには耐用年数15年もの耐久性を誇る加圧注入防腐処理木材（タナリス剤）を施された国産のスギやヒノキが使われることが多い。樹脂と木粉を混合した合成木材はプラントが必要なため、製造メーカーが限られるが、住宅用デッキではシェアが増加している。